# Terrazas (Chihuahua)
Terrazas es una localidad del estado mexicano de Chihuahua. Es parte del municipio de Delicias.

## Toponimia
El nombre de la localidad rinde homenaje a Luis Terrazas, gobernador de Chihuahua a finales del siglo XIX.

## Demografía
| Gráfica de evolución demográfica |
|                                  |

| Censo | Población |
| ----- | --------- |
| 1900  | 359       |
| 1910  | —         |
| 1921  | 551       |
| 1930  | 414       |
| 1940  | 708       |
| 1950  | 872       |
| 1960  | 1 271     |
| 1970  | 1 010     |
| 1980  | 1 338     |
| 1990  | 1 558     |
| 2000  | 1 595     |
| 2010  | 1 602     |
| 2020  | 1 485     |